# Unione Sportiva Gonzaga 1926-1927
Questa pagina raccoglie le informazioni riguardanti l'Unione Sportiva Gonzaga nelle competizioni ufficiali della stagione 1926-1927.

## Rosa
| N. |                   | Ruolo | Calciatore       |
| -- | ----------------- | ----- | ---------------- |
|    | Italia (bandiera) | A     | Azzoni (I)       |
|    | Italia (bandiera) | C     | Azzoni (II)      |
|    | Italia (bandiera) | C     | Carnevali        |
|    | Italia (bandiera) | C     | Dell'Oglio       |
|    | Italia (bandiera) | D     | Fulghieri        |
|    | Italia (bandiera) | A     | Adelmo Gualtieri |

| N. |                   | Ruolo | Calciatore       |
| -- | ----------------- | ----- | ---------------- |
|    | Italia (bandiera) | C     | Negri            |
|    | Italia (bandiera) | D     | Rodolfi          |
|    | Italia (bandiera) | C     | Salvaterra       |
|    | Italia (bandiera) | P     | Setti (I)        |
|    | Italia (bandiera) | D     | Bruno Setti (II) |